# AWK
AWK je interpretirani programski jezik dizajniran za obradu teksta i najčešće korišćen kao alatka za izvoženje podataka i izveštaje. Jedan je od standardnih alata na Juniks-baziranim operativnim sistemima.
Razvijen je u Bell Laboratories istraživačkom centru 1970, a ime je dobio po prezimenima njegovih autora. Akronim se izgovara identično imenu ptice auk (njorke, koja predstavlja amblem jezika i pojavljuje se u literaturi). Kada se piše malim slovima, misli se na program iz juniksa i Plan 9 operativnog sistema koji pokreće skripte pisane u AWK programskom jeziku.

## Primeri aplikacija

### Zdravo svete
Evo uobičajenog 'Zdravo svete' programa napisanog u AWK:
```
BEGIN
 
{
 
print
 
"Hello, world!"
 
}

```

Imajte na unu da eksplicitna exit izjava nije potrebna; pošto je jedini obrazac BEGIN, argumenti komandne linije se ne obrađuju.

## Dodatna literatura
- Hamilton, Naomi (27. 5. 2008). „The A-Z of Programming Languages: AWK”. Computerworld. Приступљено 16. 4. 2009. –  Interview with Alfred V. Aho on AWK
- Robbins, Daniel (1. 12. 2000). „Awk by example, Part 1: An intro to the great language with the strange name”. Common threads. IBM DeveloperWorks. Приступљено 16. 4. 2009.
- Robbins, Daniel (1. 1. 2001). „Awk by example, Part 2: Records, loops, and arrays”. Common threads. IBM DeveloperWorks. Приступљено 16. 4. 2009.
- Robbins, Daniel (1. 4. 2001). „Awk by example, Part 3: String functions and ... checkbooks?”. Common threads. IBM DeveloperWorks. Архивирано из оригинала 19. 5. 2009. г. Приступљено 16. 4. 2009.
- AWK  –  Become an expert in 60 minutes
- awk: pattern scanning and processing language – Commands & Utilities Reference, The Single UNIX® Specification, Issue 7 from The Open Group
- Gawkinet: TCP/IP Internetworking with Gawk

## Spoljašnje veze
- Portal AWK zajednice
- AWK na DMOZ
- Repozitorijum izvornog koda na GitHub